# Black Panther (pel·lícula)
Black Panther (Pantera negra) és una pel·lícula estatunidenca de superherois que es va estrenar el 16 de febrer del 2018, basada en el personatge de Marvel Comics Pantera Negra. És produïda per Marvel Studios i distribuïda per The Walt Disney Company, esdevenint la divuitena pel·lícula de l'Univers cinematogràfic de Marvel.

## Argument
Després d'haver participat a Captain America: Civil War entre Iron Man i Capità Amèrica, el rei Et Challa torna a la llunyana nació africana i tecnològicament avançada de Wakanda, per servir el seu país com a nou rei. Tanmateix, el poder d'Et Challa serà aviat desafiat per faccions del seu propi país. Quan dos enemics conspiren per destruir Wakanda, la Pantera negra ha d'aliar-se amb l'agent de la CIA Everett K. Ross i als membres del Dora Milaje, les forces especials de Wakanda, per evitar que el país no sigui arrossegat a un conflicte mundial.

## Repartiment
- Chadwick Boseman: Et Challa / Black Panther
- Lupita Nyong'o: Nakia
- Danai Gurira: Okoye
- Michael B. Jordan: No Jadaka / Erik Killmonger
- Martin Freeman: Everett K. Ross
- Daniel Kaluuya: W'Kabi
- Letitia Wright: Shuri
- Winston Duke: Em Baku
- Esterlí K. Brown: No Jobu
- Angela Bassett: Ramonda
- Forest Whitaker: Zuri
- Andy Serkis: Ulysses Klaue
- Isaac de Bankolé: el cap de la tribu del Riu
- Florence Kasumba: Ayo
- John Kani: Et Chaka
- Nabiyah Be: Linda
- Sydelle Noel: Xoliswa
- Denzel Whitaker: James / Zuri jove
- Atandwa Kani: Et Chaka jove
- Bambadjan Bamba: el cap de la milícia
- Sebastian Stan: James «Bucky» Barnes / el Llop Blanc
- Stan Lee: un jugador de pòquer a Busan (cameo)

Fotos dels actors principals al Comic-Con de San Diego 2017
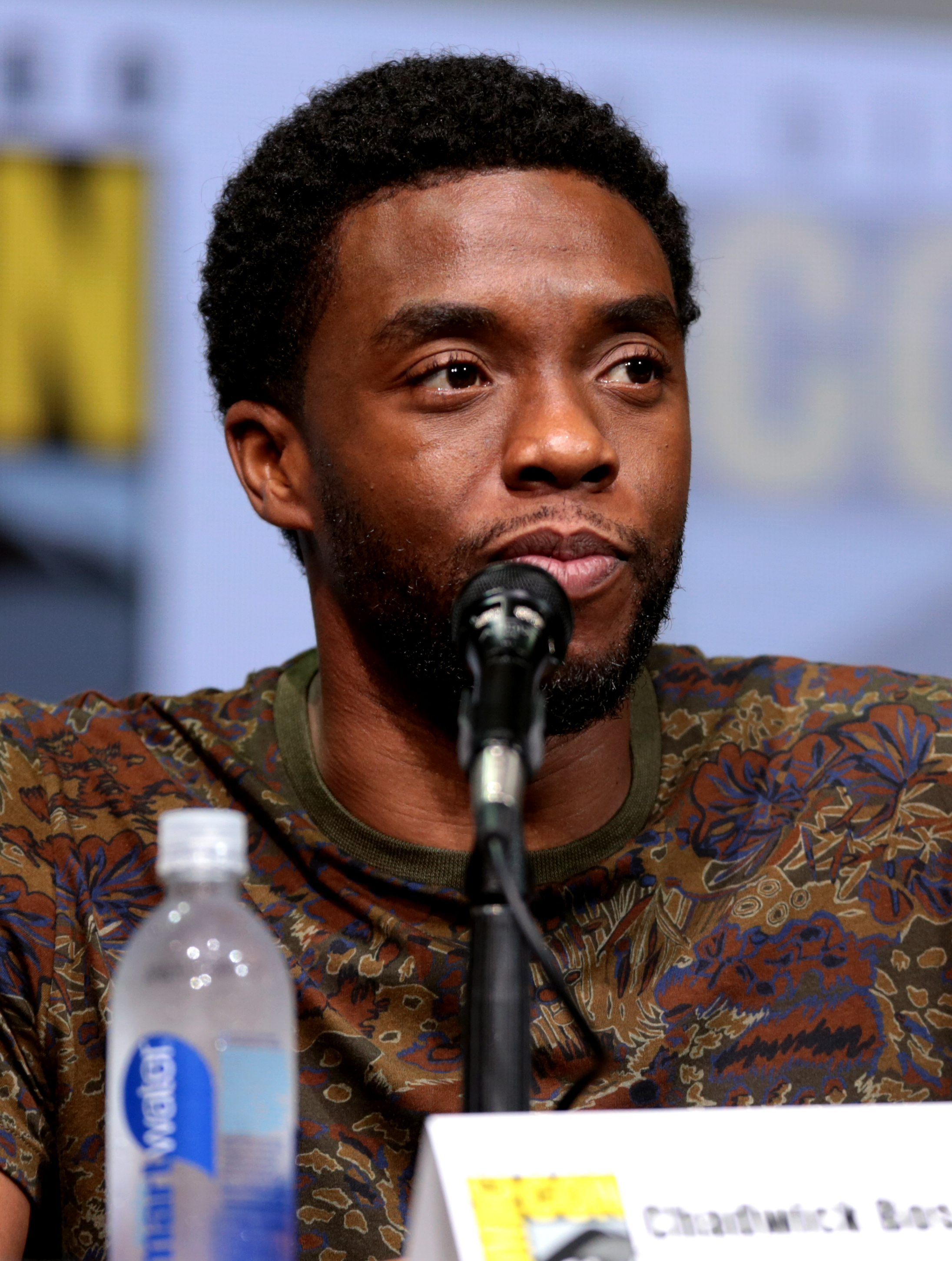
Chadwick Boseman interpreta Black Panther.
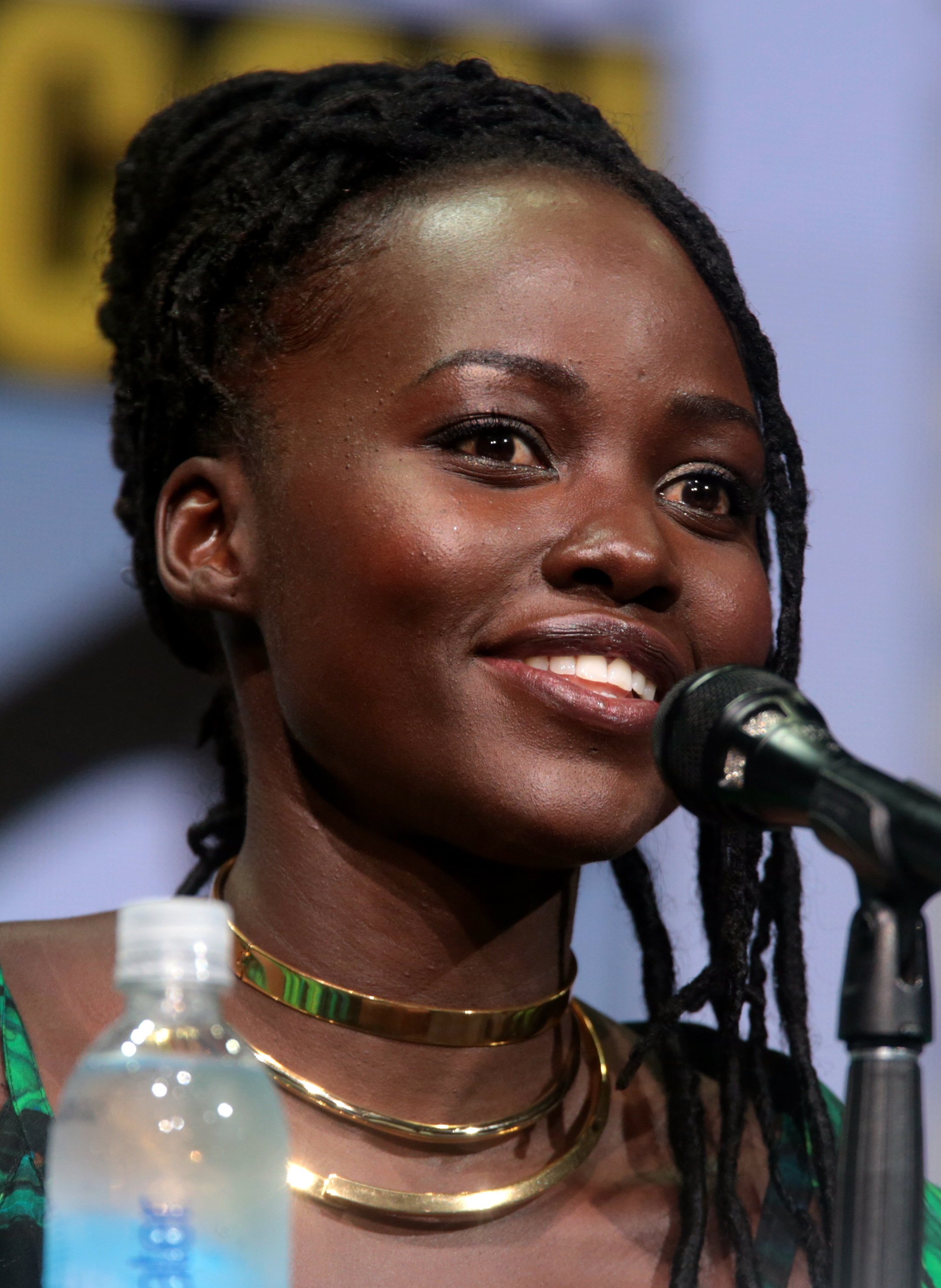
Lupita Nyong'o intèrpret Nakia.
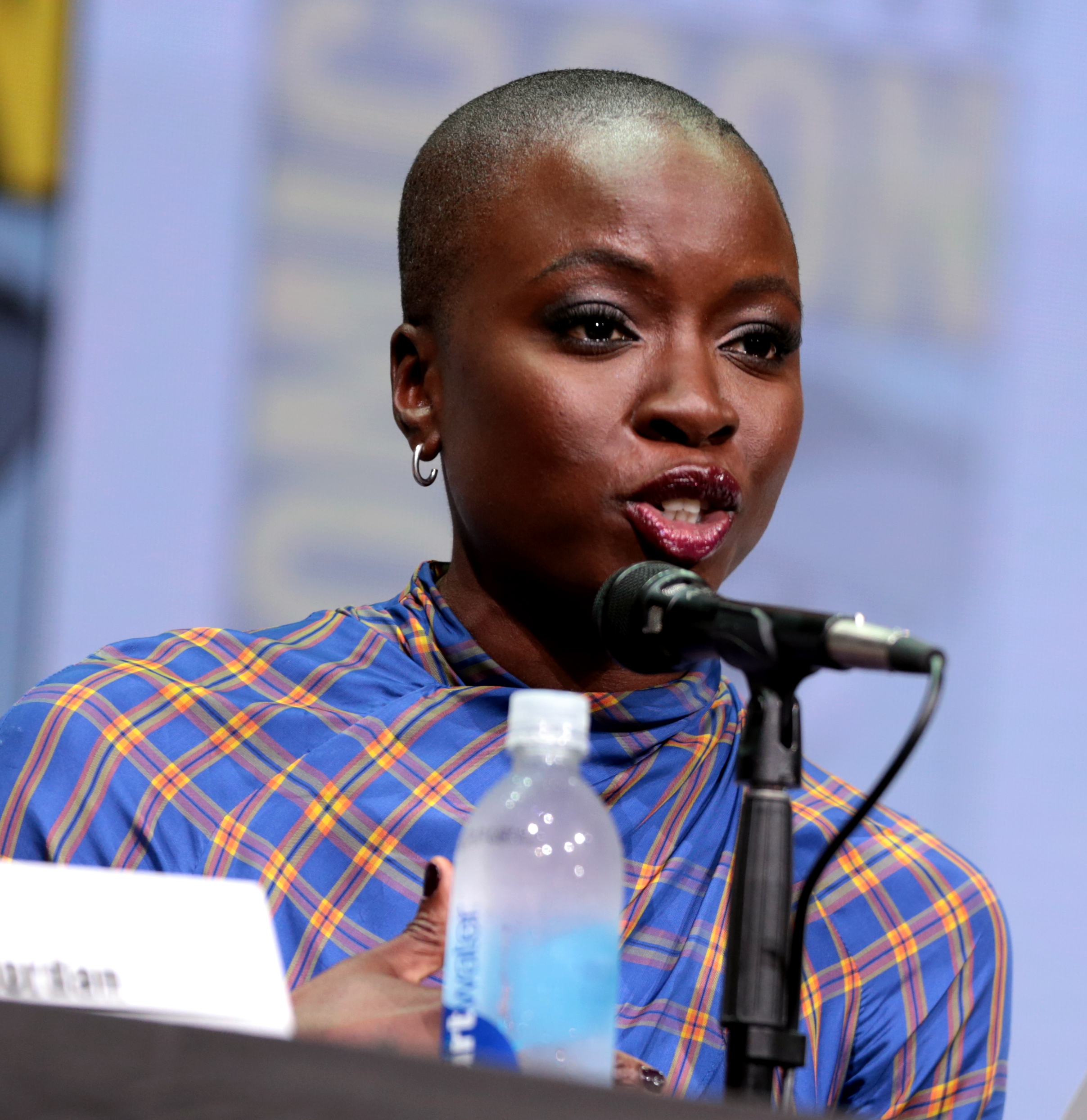
Danai Gurira intèrpret Okoye.
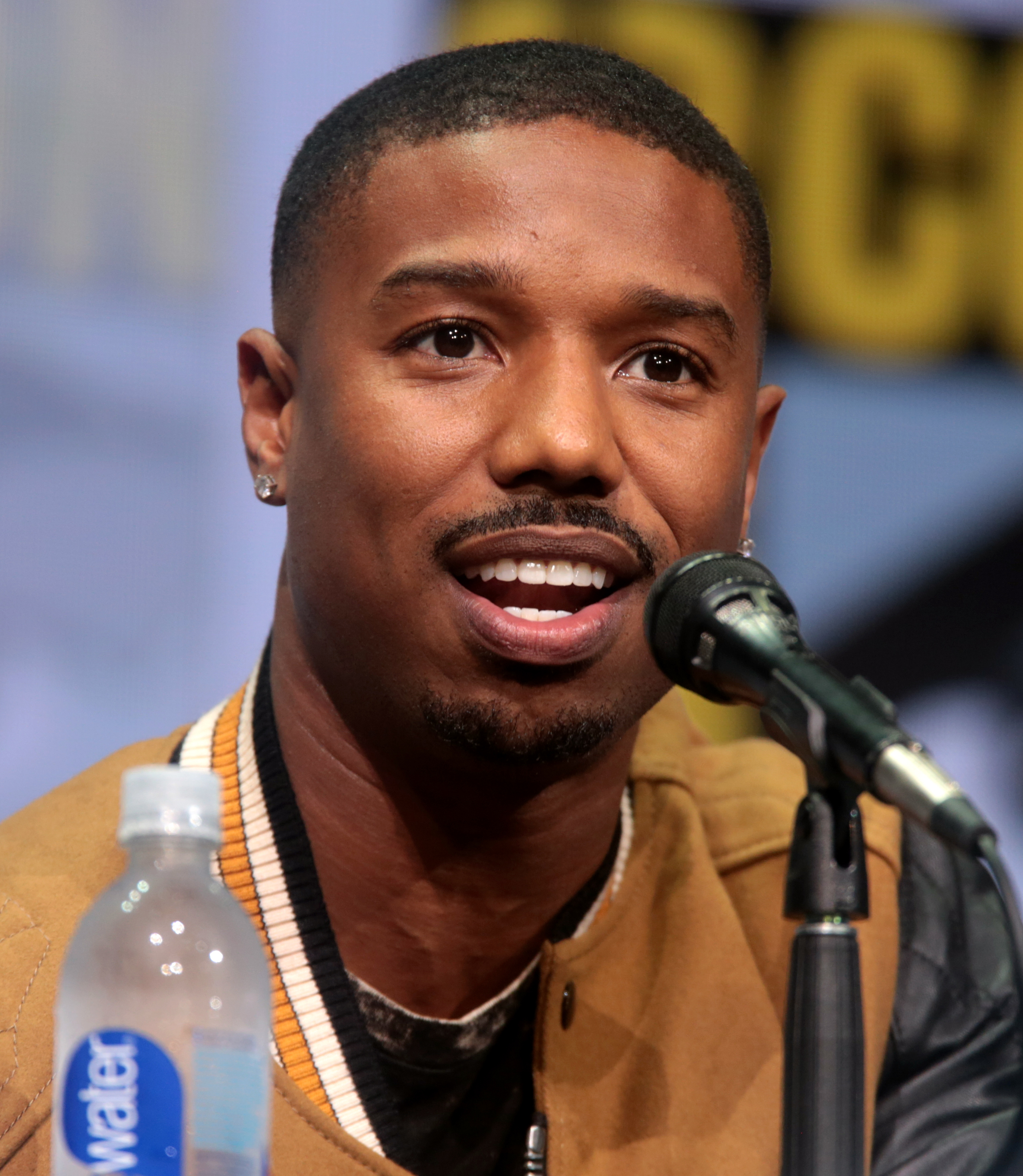
Michael B. Jordan interpreta Killmonger.
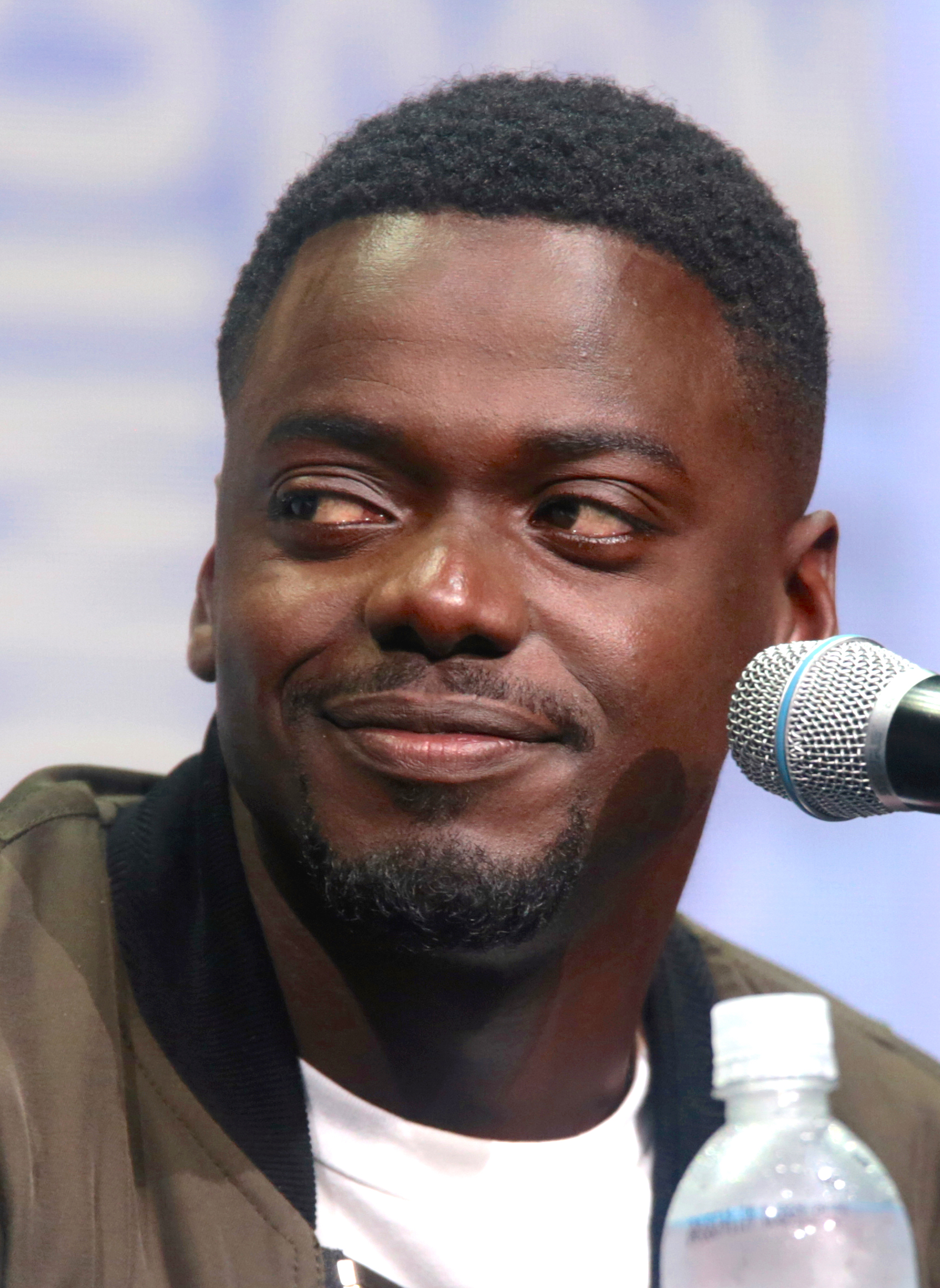
Daniel Kaluuya interpreta W'Kabi.
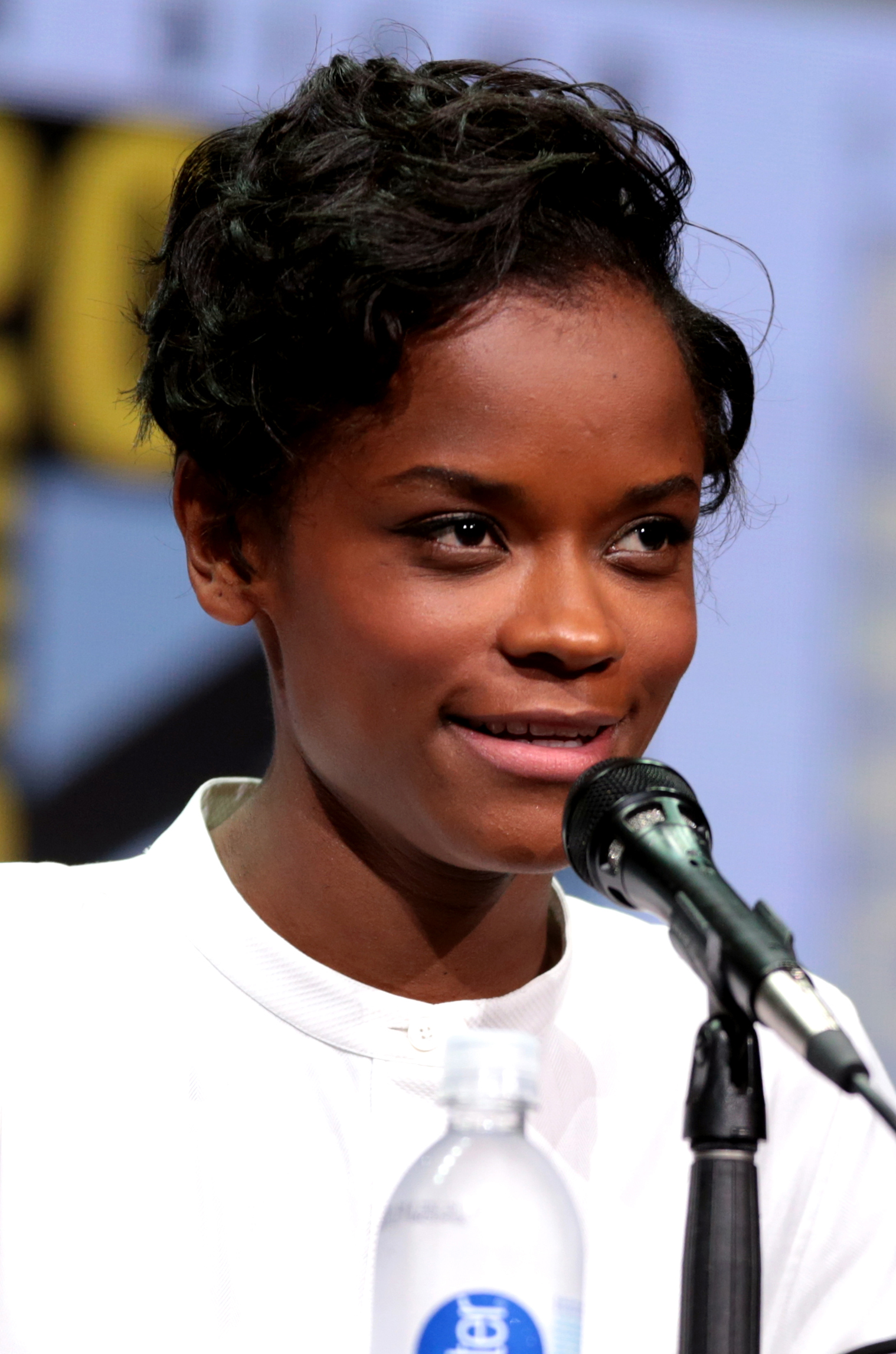
Letitia Wright interpreta Shuri.
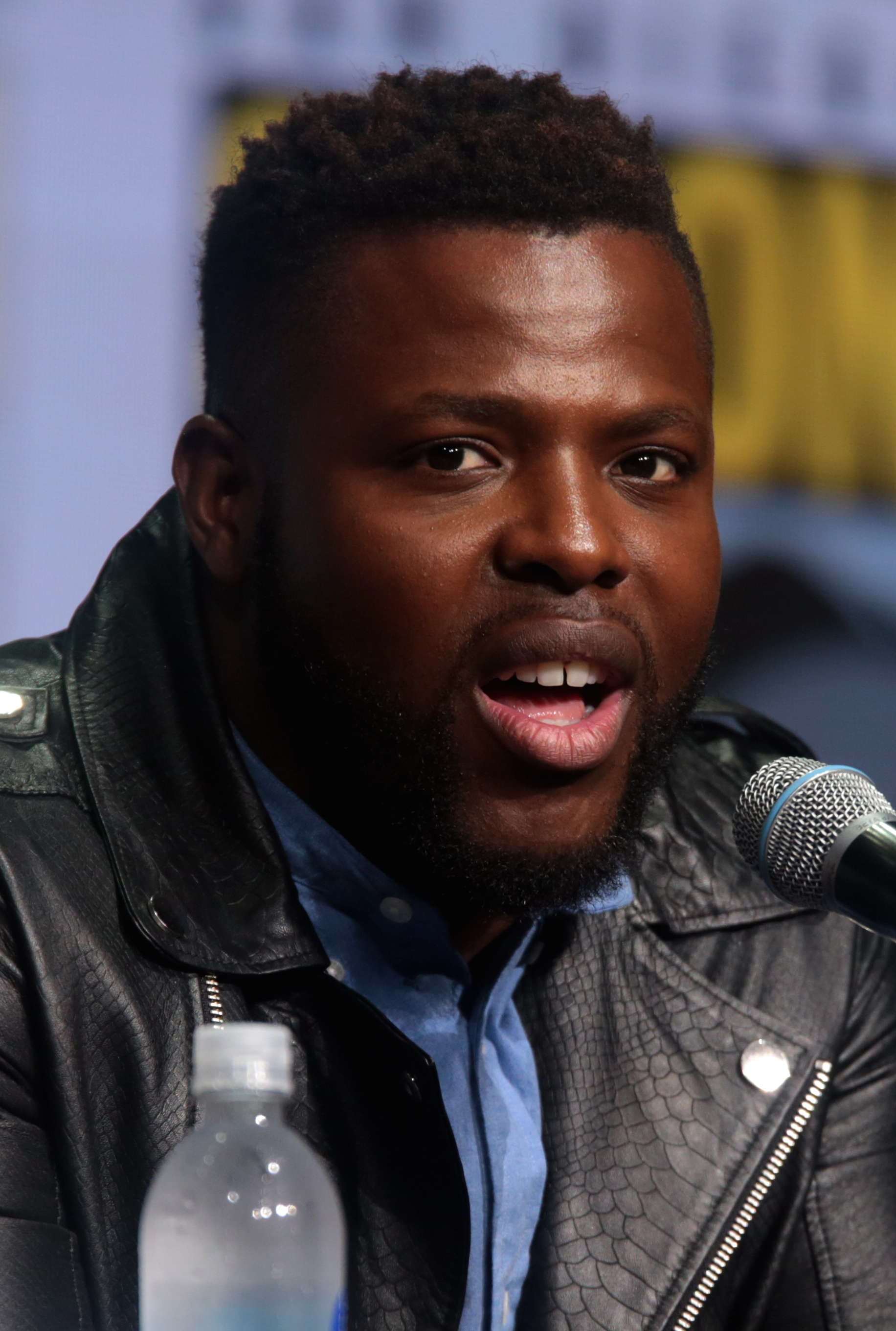
Winston Duke interpreta Em Baku.
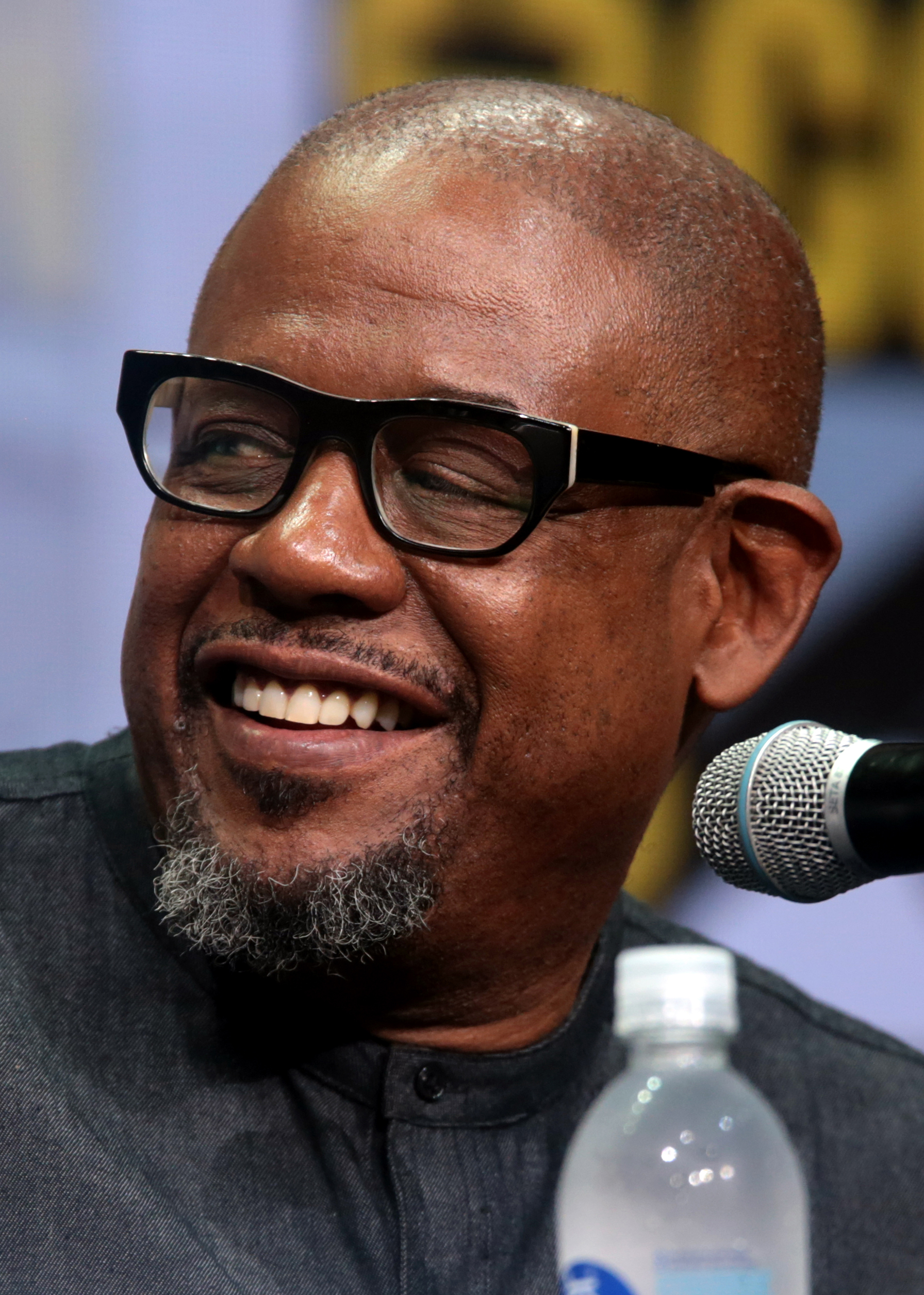
Forest Whitaker interpreta Zuri.
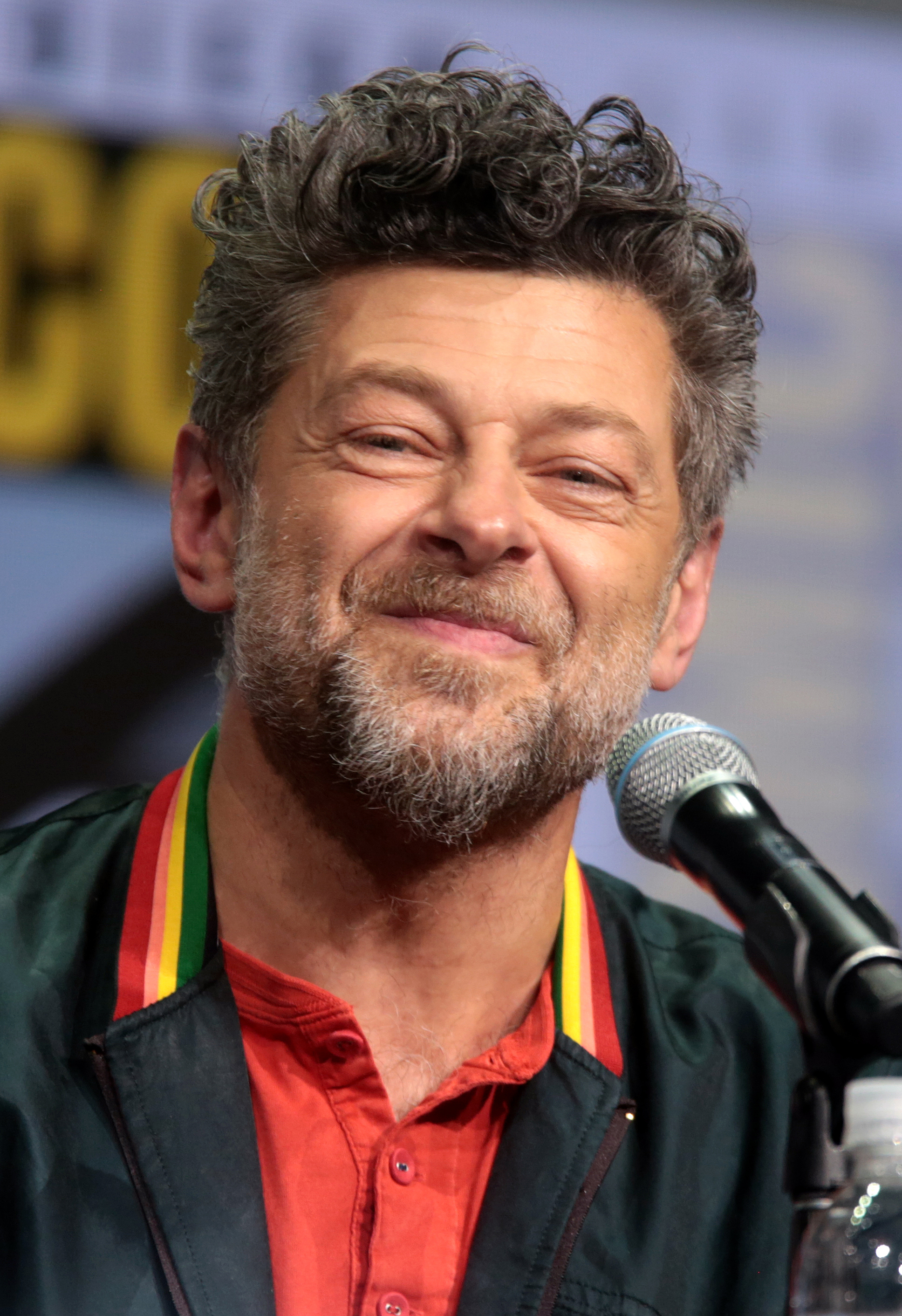
Andy Serkis interpreta Ulysses Klaue.